# Aba Iván
Aba Iván (Gyöngyösapáti, 1923. március 20. – Budapest, 1982. augusztus 24.) újságíró, író.

## Élete
1947-ben a budapesti Pázmány Péter Tudományegyetemen államtudományi doktorátust, 1948-ban a József Nádor Műszaki és Gazdaságtudományi Egyetemen közgazdaság-tudományi doktori oklevelet szerzett.
1945 és 1947 között az Erdőgazdaság, 1947 és 1950 között a Haladás, 1949-ben a Világ munkatársa volt. 1954 és 1980 között a Műszaki és Természettudományi Egyesületek Szövetsége (MTESZ) Sajtó Főosztályának vezetője, egyúttal 1954 és 1956 között az MTESZ Többtermelés című lapjának szerkesztője, 1957 és 1980 között a Műszaki Élet szerkesztője és 1961-től 1980-ig felelős kiadója volt. 1981–1982-ben az Autó-Motor főszerkesztő-helyetteseként működött.
Tájleírásai a Magyarország írásban és képben című sorozatban jelentek meg (1960–1966).

## Művei
- Kultúrmunkások; Népszava, Budapest, 1953 (Kultúrmunkások könyvtára)
- A műszaki körök munkája; Népszava, Budapest, 1954 (A szakszervezeti munka könyvtára)
- Erdők országa (Ákos Lászlóval, 1954)
- A vásárhelyi remete (Bolyai János életregénye, 1955)
- Budapest, Gyöngyös, Mátra; Panoráma, Budapest, 1960 (Magyarország írásban és képben)
- Budapest, Sárospatak, Tokajhegyalja; Panoráma, Budapest, 1961 (Magyarország írásban és képben)
- A szegedi boszorkányok. Regény; Móra, Budapest, 1963
- Hogyan működik?; Táncsics, Budapest, 1963
- Budapest, Gyöngyös, Mátra; 2. átdolgozott kiadás; Panoráma, Budapest, 1964 (Magyarország írásban és képben)
- Műszaki-tudományos kutatás Magyarországon; Műszaki, Budapest, 1965
- Honárulók (történelmi regény, 1965)
- Budapest, Tokajhegyalja, Sárospatak; 2. átdolgozott kiadás; Panoráma, Budapest, 1966 (Magyarország írásban és képben)
- A világ ipara. A gyáripar kialakulásától az automatizálás korszakáig; Közgazdasági és Jogi, Budapest, 1968 (Világgazdasági kérdések)